# Marmara (Balıkesir)
Marmara est une ville et un district de la province de Balıkesir dans la région de Marmara en Turquie. La ville donne son nom à la mer de Marmara.